# Shavar Reynolds
Shavar Reynolds Jr. (Manchester, 11 maggio 1998) è un cestista statunitense.